# Сретение Господне (Макеш)
„Сретение Господне“ (на гръцки: Ὑπαπαντῆς τοῦ Κυρίου) е възрожденска православна църква в сярското село Макеш (Амбели), Гърция, част от Сярската и Нигритска епархия. Храмът е построен в 1800 година. Част е от енория „Успение Богородично“.